# Temporada da IndyCar Series de 2025
A temporada da IndyCar Series de 2025 é a 114ª temporada oficial do campeonato de corridas de monopostos norte-americanas e a 30ª sob a sanção da IndyCar Series. O evento principal será as 500 Milhas de Indianápolis, que terá a sua 109ª edição.

## Participações confirmadas
As seguintes equipes, inscrições e pilotos estão contratados para competir na temporada 2025 da NTT IndyCar Series. Todas as equipes usarão um chassi Dallara DW12 específico com 2018 universal aero kit e pneus Firestone.
Todas as inscrições para a temporada completa, exceto as duas da Prema Racing, receberam franquias ("charters"), o que permite que essas inscrições participem do programa Leaders Circle. 25 charters foram concedidos no total, e essas inscrições com franquias competirão por 22 contratos do Leaders Circle.
Como há 27 ou menos inscrições confirmadas para a temporada completa (incluindo a Prema), nenhuma inscrição será "retirada" de (não se qualificará para) eventos fora das 500 Milhas de Indianápolis, que mantém seu grid de largada de 33 carros sem inscrições garantidas.
Como parte do acordo contido no sistema de franquias, as equipes serão limitadas a três pilotos por inscrição durante uma temporada.
| Equipe                                 | Motor     | No. | Piloto(s)           | Rodada(s) | Ref(s)        |
| -------------------------------------- | --------- | --- | ------------------- | --------- | ------------- |
| A. J. Foyt Racing                      | Chevrolet | 4   | David Malukas       | Todas     | [ 3 ]         |
| A. J. Foyt Racing                      | Chevrolet | 14  | Santino Ferrucci    | Todas     | [ 4 ]         |
| Andretti Global with Curb-Agajanian    | Honda     | 26  | Colton Herta        | Todas     | [ 5 ]         |
| Andretti Global                        | Honda     | 27  | Kyle Kirkwood       | Todas     | [ 6 ]         |
| Andretti Global                        | Honda     | 28  | Marcus Ericsson     | Todas     | [ 7 ]         |
| Andretti Global                        | Honda     | 98  | Marco Andretti      | 6         | [ 8 ] [ 9 ]   |
| Arrow McLaren                          | Chevrolet | 5   | Patricio O'Ward     | Todas     | [ 10 ]        |
| Arrow McLaren                          | Chevrolet | 6   | Nolan Siegel        | Todas     | [ 11 ]        |
| Arrow McLaren                          | Chevrolet | 7   | Christian Lundgaard | Todas     | [ 12 ]        |
| Arrow McLaren/Rick Hendrick            | Chevrolet | 17  | Kyle Larson R       | 6         | [ 13 ]        |
| Chip Ganassi Racing                    | Honda     | 8   | Kyffin Simpson      | Todas     | [ 14 ]        |
| Chip Ganassi Racing                    | Honda     | 9   | Scott Dixon         | Todas     | [ 15 ]        |
| Chip Ganassi Racing                    | Honda     | 10  | Álex Palou          | Todas     | [ 16 ]        |
| Dale Coyne Racing                      | Honda     | 18  | Rinus VeeKay        | Todas     | [ 17 ] [ 18 ] |
| Dale Coyne Racing                      | Honda     | 51  | Jacob Abel          | Todas     | [ 19 ] [ 20 ] |
| DRR-Cusick Motorsports                 | Chevrolet | 23  | Ryan Hunter-Reay    | 6         | [ 21 ]        |
| DRR-Cusick Motorsports                 | Chevrolet | 24  | Jack Harvey         | 6         |               |
| Ed Carpenter Racing                    | Chevrolet | 20  | Alexander Rossi     | Todas     | [ 22 ]        |
| Ed Carpenter Racing                    | Chevrolet | 21  | Christian Rasmussen | Todas     |               |
| Ed Carpenter Racing                    | Chevrolet | 33  | Ed Carpenter        | 6         |               |
| Juncos Hollinger Racing                | Chevrolet | 76  | Conor Daly          | Todas     | [ 23 ]        |
| Juncos Hollinger Racing                | Chevrolet | 77  | Sting Ray Robb      | Todas     | [ 24 ] [ 25 ] |
| Meyer Shank Racing with Curb-Agajanian | Honda     | 60  | Felix Rosenqvist    | Todas     | [ 26 ]        |
| Meyer Shank Racing with Curb-Agajanian | Honda     | 66  | Marcus Armstrong    | Todas     | [ 27 ]        |
| Meyer Shank Racing with Curb-Agajanian | Honda     | 06  | Hélio Castroneves   | 6         | [ 28 ]        |
| Prema Racing                           | Chevrolet | 83  | Robert Shwartzman R | Todas     | [ 29 ]        |
| Prema Racing                           | Chevrolet | 90  | Callum Ilott        | Todas     | [ 30 ]        |
| Rahal Letterman Lanigan Racing         | Honda     | 15  | Graham Rahal        | Todas     | [ 31 ]        |
| Rahal Letterman Lanigan Racing         | Honda     | 30  | Devlin DeFrancesco  | Todas     | [ 32 ] [ 33 ] |
| Rahal Letterman Lanigan Racing         | Honda     | 45  | Louis Foster R      | Todas     | [ 34 ]        |
| Rahal Letterman Lanigan Racing         | Honda     | 75  | Takuma Sato         | 6         | [ 35 ]        |
| Team Penske                            | Chevrolet | 2   | Josef Newgarden     | Todas     | [ 36 ]        |
| Team Penske                            | Chevrolet | 3   | Scott McLaughlin    | Todas     | [ 37 ]        |
| Team Penske                            | Chevrolet | 12  | Will Power          | Todas     | [ 38 ]        |

1. ↑  Parceria técnica com a Team Penske.
2. ↑  Larson é considerado novato por ter corrido menos de 8 provas da IndyCar Series, exceto para as 500 Milhas de Indianápolis de 2025, uma vez que ele havia participado da edição de 2024.
3. ↑  Parceria técnica com a Chip Ganassi Racing.

### Mudanças nos pilotos

#### Pré-temporada
- Em 2 de julho de 2024, a Arrow McLaren anunciou que Christian Lundgaard substituiria Alexander Rossi, depois que Rossi e a equipe não conseguiram chegar a um acordo sobre um novo contrato.[12]
- Em 13 de agosto de 2024, a A.J. Foyt Racing confirmou que havia contratado David Malukas em tempo integral em um acordo de vários anos. Nenhum número foi nomeado no momento do anúncio. Malukas deixa a Meyer Shank Racing após correr as últimas 10 corridas de 2024 com eles.[3]
- Em 17 de setembro, a Prema Racing anunciou que Callum Ilott se juntaria em tempo integral em uma inscrição ainda não numerada para a temporada de 2025. Ilott, que competiu em duas corridas da IndyCar em 2024 como substituto de David Malukas na Arrow McLaren, deixa a Jota Sport no Campeonato Mundial de Endurance.[30]
- Em 19 de setembro, a Meyer Shank Racing confirmou a contratação de Marcus Armstrong para a temporada de 2025, substituindo David Malukas na entrada nº 66. Armstrong deixa a Chip Ganassi Racing após duas temporadas.[27]
- Em 20 de setembro, a Ed Carpenter Racing informou a Rinus VeeKay que encerraria seu contrato após cinco temporadas. Em 23 de setembro, VeeKay confirmou a informação via mídia social.[39]
- Em 25 de setembro, a Ed Carpenter Racing confirmou sua escalação de pilotos, com Alexander Rossi se juntando à equipe em um acordo de vários anos na entrada nº 20, Christian Rasmussen mudando para a entrada nº 21 em tempo integral em um acordo de vários anos, e o proprietário/piloto Ed Carpenter retornou a uma função apenas na Indy 500 em uma terceira entrada.[22]
- Em 9 de outubro, a Rahal Letterman Lanigan Racing anunciou a contratação do campeão da Indy NXT de 2024, Louis Foster, para um contrato de vários anos, seu número e patrocinador serão anunciados em uma data posterior.[34]
- Em 30 de outubro, a Chip Ganassi Racing divulgou que Kyffin Simpson passaria da entrada nº 4 para a nº 8, substituindo Linus Lundqvist.[40]
- Em 5 de novembro, a Prema Racing anunciou a contratação de Robert Shwartzman para preencher sua segunda vaga para a temporada de 2025. Shwartzman sai da AF Corse no Campeonato Mundial de Endurance da FIA.[29]
- Em 20 de novembro, a Juncos Hollinger Racing anunciou a contratação de Sting Ray Robb, que deixa a equipe A. J. Foyt Racing.[24]
- Em 9 de dezembro, a Rahal Letterman Lanigan Racing anunciou a contratação de Devlin DeFrancesco, que correu 2 temporadas da Indy pela equipe Andretti Autosport e não disputou o campeonato em 2024.
- Em 18 de dezembro, a Juncos Hollinger Racing anunciou a permanência de Conor Daly, que correu as últimas 5 provas da temporada de 2024 como substituto de Agustín Canapino.
- Em 10 de janeiro de 2025, a Prema Racing anunciou que Romain Grosjean seria piloto reserva da equipe[41].
- Em 13 de janeiro, a Dale Coyne Racing anunciou a contratação de Jacob Abel, vindo da Indy NXT, para pilotar o Dallara-Honda nº 51 durante a temporada completa.
- Em 14 de fevereiro, Dale Coyne Racing anunciou a contratação de Rinus VeeKay, que disputou as últimas 5 temporadas pela Ed Carpenter Racing[17].

### Mudanças nas equipes

#### Pré-temporada
- Em 9 de abril de 2024, a equipe italiana de corridas de resistência e de categorias de base do automobilismo Prema Racing anunciou que entraria com duas inscrições em tempo integral na IndyCar em 2025 e utilizaria motores Chevrolet.[42]
- Em 19 de agosto de 2024, a Meyer Shank Racing confirmou que sua aliança técnica da Andretti Global, com quem esteve desde 2020, chegaria ao fim, e que seus novos parceiros passariam a ser a Chip Ganassi Racing.[43]
- Em 4 de setembro de 2024, a Racer relatou que a Chip Ganassi Racing reduziria sua operação na IndyCar de cinco para três carros.[44]

## Calendário
O calendário oficial foi publicado no dia 13 de junho de 2024.
- Nota: Calendário sujeito a alterações.

| Prova | Data         | Nome da corrida                     | Circuito                                      | Local                   |
| ----- | ------------ | ----------------------------------- | --------------------------------------------- | ----------------------- |
| 1     | 2 de março   | Grande Prêmio de St. Petersburg     | R Ruas de St. Petersburg                      | St. Petersburg, Flórida |
| 2     | 23 de março  | The Thermal Club IndyCar Grand Prix | R The Thermal Club                            | Thermal, Califórnia     |
| 3     | 13 de abril  | Grande Prêmio de Long Beach         | R Grande Prêmio de Long Beach                 | Long Beach, Califórnia  |
| 4     | 4 de maio    | Grande Prêmio do Alabama            | R Barber Motorsports Park                     | Birmingham, Alabama     |
| 5     | 10 de maio   | Grande Prêmio de Indianápolis       | R Indianapolis Motor Speedway (traçado misto) | Speedway, Indiana       |
| 6     | 25 de maio   | 500 Milhas de Indianápolis de 2025  | O Indianapolis Motor Speedway                 | Speedway, Indiana       |
| 7     | 1 de junho   | Grande Prêmio de Detroit            | R Ruas de Detroit                             | Detroit, Michigan       |
| 8     | 15 de junho  | Bommarito Automotive Group 500      | O World Wide Technology Raceway               | Madison, Illinois       |
| 9     | 22 de junho  | Grande Prêmio de Road América       | R Road America                                | Elkhart Lake, Wisconsin |
| 10    | 6 de julho   | Honda Indy 200 at Mid-Ohio          | R Mid-Ohio Sports Car Course                  | Lexington, Ohio         |
| 11    | 12 de julho  | Grande Prêmio do Iowa Corrida 1     | O Iowa Speedway                               | Newton, Iowa            |
| 12    | 13 de julho  | Grande Prêmio do Iowa Corrida 2     | O Iowa Speedway                               | Newton, Iowa            |
| 13    | 20 de julho  | Honda Indy Toronto                  | R Exhibition Place                            | Toronto, Ontário        |
| 14    | 27 de julho  | Grande Prêmio de Monterey           | R WeatherTech Raceway Laguna Seca             | Monterey, Califórnia    |
| 15    | 10 de agosto | Grande Prêmio de Portland           | R Portland International Raceway              | Portland, Oregon        |
| 16    | 24 de agosto | Grande Prêmio do Milwaukee          | O Milwaukee Mile                              | West Allis, Wisconsin   |
| 17    | 31 de agosto | Big Machine Music City Grand Prix   | O Nashville Superspeedway                     | Nashville, Tennessee    |

 O  Oval/Speedway
 R  Convencional/citadino

### Mudanças na programação
- A corrida no Thermal Club, que era o Desafio de $1 Milhão extracampeonato em 2024, se tornou uma corrida regular com pontos válidos em 2025.
- A Milwaukee Mile, que sediou uma rodada dupla em 2024, terá apenas uma corrida em 2025.
- A corrida no World Wide Technology Raceway será transferida de agosto para junho.[45]

## Resultados
| Rd. | Corrida        | Pole position     | Volta mais rápida | Mais voltas lideradas | Vencedor da corrida | Vencedor da corrida | Vencedor da corrida | Rel. |
| Rd. | Corrida        | Pole position     | Volta mais rápida | Mais voltas lideradas | Piloto              | Equipe              | Fabricante          | Rel. |
| --- | -------------- | ----------------- | ----------------- | --------------------- | ------------------- | ------------------- | ------------------- | ---- |
| 1   | St. Petersburg | Scott McLaughlin  | Josef Newgarden   | Scott McLaughlin      | Álex Palou          | Chip Ganassi Racing | Honda               | Rel. |
| 2   | Thermal Club   | Patricio O'Ward   | Patricio O'Ward   | Patricio O'Ward       | Álex Palou          | Chip Ganassi Racing | Honda               | Rel. |
| 3   | Long Beach     | Kyle Kirkwood     | Kyffin Simpson    | Kyle Kirkwood         | Kyle Kirkwood       | Andretti Global     | Honda               | Rel. |
| 4   | Barber         | Álex Palou        | Álex Palou        | Álex Palou            | Álex Palou          | Chip Ganassi Racing | Honda               | Rel. |
| 5   | IMS GP         | Álex Palou        | Álex Palou        | Graham Rahal          | Álex Palou          | Chip Ganassi Racing | Honda               | Rel. |
| 6   | Indy 500       | Robert Shwartzman | Hélio Castroneves | Takuma Sato           | Álex Palou          | Chip Ganassi Racing | Honda               | Rel. |
| 7   | Detroit        | Colton Herta      | Kyffin Simpson    | Kyle Kirkwood         | Kyle Kirkwood       | Andretti Global     | Honda               | Rel. |
| 8   | Gateway        | Will Power        | Álex Palou        | David Malukas         | Kyle Kirkwood       | Andretti Global     | Honda               | Rel. |
| 9   | Road America   | Louis Foster      | Felix Rosenqvist  | Scott Dixon           | Álex Palou          | Chip Ganassi Racing | Honda               | Rel. |
| 10  | Mid-Ohio       | Álex Palou        | Scott McLaughlin  | Álex Palou            | Scott Dixon         | Chip Ganassi Racing | Honda               | Rel. |
| 11  | Iowa 1         | Josef Newgarden   | Patricio O'Ward   | Josef Newgarden       | Patricio O'Ward     | Arrow McLaren       | Chevrolet           | Rel. |
| 12  | Iowa 2         | Álex Palou        | David Malukas     | Álex Palou            | Álex Palou          | Chip Ganassi Racing | Honda               | Rel. |
| 13  | Toronto        | Colton Herta      | Colton Herta      | Álex Palou            | Patricio O'Ward     | Arrow McLaren       | Chevrolet           | Rel. |
| 14  | Laguna Seca    | Álex Palou        | Álex Palou        | Álex Palou            | Álex Palou          | Chip Ganassi Racing | Honda               | Rel. |
| 15  | Portland       |                   |                   |                       |                     |                     |                     | Rel. |
| 16  | Milwaukee      |                   |                   |                       |                     |                     |                     | Rel. |
| 17  | Nashville      |                   |                   |                       |                     |                     |                     | Rel. |

## Classificação

### Sistema de pontuação
O sistema de pontuação é o mesmo que foi adotado em 2022.
Eventuais empates serão decididos pelo número de vitórias, seguido pelo número de segundos lugares, terceiros lugares, etc.; depois pela posição final na corrida anterior; depois por sorteio aleatório.
| Pos. | 1º | 2º | 3º | 4º | 5º | 6º | 7º | 8º | 9º | 10º | 11º | 12º | 13º | 14º | 15º | 16º | 17º | 18º | 19º | 20º | 21º | 22º | 23º | 24º | 25º+ |
| ---- | -- | -- | -- | -- | -- | -- | -- | -- | -- | --- | --- | --- | --- | --- | --- | --- | --- | --- | --- | --- | --- | --- | --- | --- | ---- |
| Pts. | 50 | 40 | 35 | 32 | 30 | 28 | 26 | 24 | 22 | 20  | 19  | 18  | 17  | 16  | 15  | 14  | 13  | 12  | 11  | 10  | 9   | 8   | 7   | 6   | 5    |

### Classificação dos pilotos
- Em todas as corridas, exceto a Indy 500, o classificado da pole position ganhará 1 ponto (a menos que a qualificação não seja realizada). Os doze classificados da Indy 500 que se classificarem para a Fast 12 receberão pontos com base nos resultados dessa sessão, descendo de 12 pontos para o primeiro lugar.
- Os pilotos que liderarem pelo menos uma volta da corrida receberão 1 ponto. O piloto que liderar mais voltas durante uma corrida marcará 2 pontos adicionais.
- As trocas de motor iniciadas pelo participante antes que o motor atinja a distância necessária resultam na perda de 10 pontos.[46]

| Pos | Piloto              | STP | THE | LBH | ALA | IGP | INDY | DET | GAT  | ROA | MDO | IOW | IOW | TOR  | LAG | POR | MIL | NSH | Pts |
| --- | ------------------- | --- | --- | --- | --- | --- | ---- | --- | ---- | --- | --- | --- | --- | ---- | --- | --- | --- | --- | --- |
| 1   | Álex Palou          | 1L  | 1L  | 2   | 1L* | 1L  | 16L  | 25  | 8    | 1L  | 2L* | 5L  | 1L* | 12L* | 1L* |     |     |     | 590 |
| 2   | Patricio O'Ward     | 11  | 2L* | 13  | 6   | 2   | 33L  | 7L  | 2L   | 17  | 5   | 1L  | 5   | 1L   | 4   |     |     |     | 469 |
| 3   | Scott Dixon         | 2L  | 10  | 8L  | 12  | 5   | 204  | 11L | 4L   | 9L* | 1L  | 10  | 2   | 10   | 5   |     |     |     | 392 |
| 4   | Kyle Kirkwood       | 5   | 8   | 1L* | 11  | 8   | 32   | 1L* | 1L   | 4L  | 8   | 26  | 18L | 6    | 16  |     |     |     | 377 |
| 5   | Christian Lundgaard | 8L  | 3   | 3L  | 2   | 16  | 78   | 8   | 14   | 24L | 3   | 21  | 6   | 13   | 2   |     |     |     | 357 |
| 6   | Felix Rosenqvist    | 7   | 5   | 4   | 13  | 10  | 45   | 21L | 16L  | 2L  | 6   | 17  | 7   | 19   | 24  |     |     |     | 315 |
| 7   | Colton Herta        | 16L | 4   | 7   | 7   | 25  | 14   | 3L  | 17   | 16  | 4L  | 13  | 20  | 4L   | 3   |     |     |     | 313 |
| 8   | Marcus Armstrong    | 24L | 7   | 14L | 17L | 7L  | 18   | 6   | 9    | 5   | 7   | 9L  | 3   | 14   | 8   |     |     |     | 307 |
| 9   | Will Power          | 26  | 6   | 5   | 5   | 3   | 16   | 4L  | 27   | 14  | 26  | 3L  | 24  | 11   | 7   |     |     |     | 289 |
| 10  | David Malukas       | 13  | 18  | 17  | 16  | 23  | 27L  | 14  | 12L* | 7L  | 17  | 12  | 4   | 9    | 13  |     |     |     | 276 |
| 11  | Rinus VeeKay        | 9   | 17  | 19  | 4   | 9   | 27   | 27  | 7L   | 10  | 9   | 16  | 12  | 2L   | 23  |     |     |     | 259 |
| 12  | Scott McLaughlin    | 4L* | 27  | 6   | 3L  | 4   | 3010 | 12L | 24L  | 12L | 23  | 4   | 26  | 26   | 10  |     |     |     | 259 |
| 13  | Santino Ferrucci    | 14  | 14  | 11  | 18  | 20  | 5    | 2   | 5L   | 3   | 16  | 8   | 15  | DNS  | 22  |     |     |     | 248 |
| 14  | Christian Rasmussen | 15  | 12  | 23  | 15  | 19  | 6L   | 24L | 3L   | 18  | 25  | 6   | 8   | 20   | 9   |     |     |     | 239 |
| 15  | Josef Newgarden     | 3L  | 13  | 27  | 10  | 12  | 22   | 9   | 25L  | 25  | 27  | 2L* | 10L | 24   | 11  |     |     |     | 232 |
| 16  | Kyffin Simpson      | 18  | 15  | 10L | 21  | 27  | 25   | 5   | 15   | 6L  | 10L | 18  | 13  | 3    | 27  |     |     |     | 231 |
| 17  | Conor Daly          | 17  | 16  | 25  | 19  | 15  | 8L   | 17  | 6L   | 22  | 19  | 7   | 16  | 15   | 14  |     |     |     | 215 |
| 18  | Alexander Rossi     | 10  | 9L  | 15  | 8   | 14  | 28L  | 10  | 11L  | 13  | 15  | 25  | 17  | 25   | 15  |     |     |     | 214 |
| 19  | Graham Rahal        | 12  | 11  | 22  | 14  | 6L* | 17   | 20  | 22   | 20  | 24  | 11  | 19  | 7    | 12  |     |     |     | 213 |
| 20  | Marcus Ericsson     | 6   | 21  | 12  | 20  | 26  | 319  | 13  | 13L  | 21  | 12  | 15  | 22  | 5L   | 25  |     |     |     | 200 |
| 21  | Nolan Siegel        | 25  | 19  | 20  | 9   | 13  | 13   | 19  | 19   | 8   | 11  | 24  | DNS | 18   | 18L |     |     |     | 181 |
| 22  | Louis Foster R      | 27  | 24  | 16  | 26  | 11  | 12   | 22L | 26   | 11L | 14  | 14  | 14  | 21   | 17  |     |     |     | 172 |
| 23  | Robert Shwartzman R | 20  | 22  | 18  | 25  | 18  | 261L | 16  | 10   | 27  | 21  | 20  | 9   | 16   | 21  |     |     |     | 168 |
| 24  | Callum Ilott        | 19  | 26  | 21  | 23  | 22  | 33   | 26  | 18L  | 15  | 13  | 23  | 21  | 8    | 6   |     |     |     | 163 |
| 25  | Sting Ray Robb      | 21  | 23  | 9L  | 22  | 21  | 23   | 15  | 20   | 26  | 18  | 22  | 23  | 17   | 19  |     |     |     | 144 |
| 26  | Devlin DeFrancesco  | 22  | 20  | 24  | 24  | 17L | 11L  | 23  | 23   | 19  | 20  | 19  | 25  | 22   | 20  |     |     |     | 133 |
| 27  | Jacob Abel R        | 23  | 25  | 26  | 27  | 24  | DNQ  | 18  | 21   | 23  | 22  | 27  | 11  | 23   | 26  |     |     |     | 100 |
| 28  | Takuma Sato         |     |     |     |     |     | 92L* |     |      |     |     |     |     |      |     |     |     |     | 36  |
| 29  | Hélio Castroneves   |     |     |     |     |     | 10   |     |      |     |     |     |     |      |     |     |     |     | 20  |
| 30  | Ed Carpenter        |     |     |     |     |     | 15L  |     |      |     |     |     |     |      |     |     |     |     | 16  |
| 31  | Jack Harvey         |     |     |     |     |     | 19L  |     |      |     |     |     |     |      |     |     |     |     | 12  |
| 32  | Ryan Hunter-Reay    |     |     |     |     |     | 21L  |     |      |     |     |     |     |      |     |     |     |     | 10  |
| 33  | Kyle Larson R       |     |     |     |     |     | 24   |     |      |     |     |     |     |      |     |     |     |     | 6   |
| 34  | Marco Andretti      |     |     |     |     |     | 29   |     |      |     |     |     |     |      |     |     |     |     | 5   |
| Pos | Piloto              | STP | THE | LBH | ALA | IGP | INDY | DET | GAT  | ROA | MDO | IOW | IOW | TOR  | LAG | POR | MIL | NSH | Pts |

| Cor         | Resultado               |
| ----------- | ----------------------- |
| Ouro        | Vencedor                |
| Prata       | 2º colocado             |
| Bronze      | 3º colocado             |
| Verde       | Finalizou no Top 5      |
| Azul claro  | Finalizou no Top 10     |
| Azul escuro | Encerrou a prova        |
| Roxo        | Não concluiu a prova    |
| Vermelho    | Não se qualificou (DNQ) |
| Marrom      | Retirado (Wth)          |
| Preto       | Desclassificado (DSQ)   |
| Branco      | Não largou (DNS)        |
| Branco      | Corrida cancelada (C)   |
| Vazio       | Não participou          |

| Notação em linha |                                            |
| Negrito          | Pole position (1 ponto; exceto Indy 500)   |
| Itálico          | Fez a volta mais rápida                    |
| L                | Liderou uma volta (1 ponto)                |
| *                | Liderou mais voltas (2 pontos)             |
| 1–12             | Bônus da Indy 500 "Fast Twelve"            |
| c                | Classificação cancelada (sem pontos bônus) |
| RY               | Rookie of the Year (Novato do ano)         |
| R                | Rookie (novato)                            |

## Transmissão
As corridas da Indy nos Estados Unidos serão transmitidas pela Fox Sports e pelo aplicativo da emissora, que também terá uma versão em espanhol, voltada para o público latino. No Brasil, o campeonato será transmitido pela TV Cultura na televisão aberta. A ESPN transmitirá as provas na televisão a cabo do Brasil, e também de países latino-americanos como Argentina, Bolívia, Chile, Colômbia, Costa Rica, República Dominicana, Equador, El Salvador, Guatemala, Honduras, México, Nicarágua, Panamá, Paraguai, Peru, Uruguai e Venezuela. A plataforma de streaming Disney+ fará a transmissão global.